# Royal Herve Football Club
Maillots
Dernière mise à jour : 3 août 2017.
Le Royal Herve Football Club est un club de football belge, localisé dans la ville de Herve. Le club, porteur du matricule 32,  a évolué 28 saisons dans les séries nationales, dont 11 au troisième niveau. Lors de la saison 2024-2025, il évolue en deuxième provinciale.

## Histoire
Le club est fondé en 1902 sous l'appellation Hervia, et choisit les couleurs jaune et noir. Deux ans plus tard, le club rejoint l'UBSSA (actuelle URBSFA) sous la dénomination en FC de Herve. En 1912, l'appellation officielle devient Herve FC, alors que les couleurs du club deviennent le jaune et le bleu.
En décembre 1926, le club reçoit le matricule 32. Un an plus tard, il est reconnu Société Royale, et change son nom en Royal Herve FC. Du point de vue sportif, le club joue toujours dans les divisions régionales, dont il a gravi les échelons petit à petit.
En 1942, le docteur Nicolas Labeye devient président du club, avec pour ambition de l'amener en nationales. En 1946, le club manque de peu d'y parvenir, mais il s'incline face au CS Verlaine. Ce n'est que partie remise pour le club, qui remporte son championnat provincial l'année suivante et rejoint ainsi la Promotion, alors troisième et dernier niveau national. Le matricule 32 y séjourne ensuite 27 saisons consécutivement.
Le club se maintient assez facilement dans sa série, et termine régulièrement dans la première moitié du classement. En 1952 a lieu une grande réforme du football national belge, avec la création d'un quatrième niveau national, qui hérite du nom de Promotion. Beaucoup de clubs du troisième niveau sont relégués comme « fondateurs » de ce nouveau niveau, mais Herve se maintient en troisième division grâce à une cinquième place obtenue en fin de saison. Le nombre de clubs étant réduit dans cette nouvelle Division 3, la concurrence est plus forte. Après deux saisons, le club de Herve termine dernier de sa série, et descend en Promotion en 1954.
Le R. Herve FC devient une valeur sûre en Promotion jusqu'à la fin des années 1960, terminant à plusieurs reprises dans le haut du classement, dont une place de vice-champion 5 points derrière l'Excelsior Puurs en 1967. Finalement, quatre ans plus tard, le club remporte sa série de Promotion et remonte en Division 3 après 17 ans passés en Promotion. Le retour du club à l'échelon supérieur est dur pour les joueurs de Herve, qui ne s'y maintiennent que deux saisons avant de redescendre au terme de la saison 1972-1973. Pire, le club connaît une nouvelle relégation l'année suivante et après 27 saisons consécutives dans les séries nationales, il est renvoyé vers la première provinciale liégeoise.
À l'exception de la saison 1982-1983, le club n'a plus quitté les séries provinciales depuis lors, allant même jusqu'à tomber en troisième provinciale. En 1992, Jacques Spirlet devient le nouveau président du club, en remplacement du président « historique » Nicolas Labeye, en place depuis cinquante ans. Depuis, le club est parvenu à remonter en première provinciale liégeoise, mais sans pouvoir franchir à nouveau le pas vers la Promotion, avant de retomber vers la « P2 ».

## Résultats dans les divisions nationales

### Palmarès
- 1 fois Champion de Promotion en 1971.

### Bilan
| Niv | Divisions     | Jouées | Titres | TM Up | TM Down |
| --- | ------------- | ------ | ------ | ----- | ------- |
| I   | 1re nationale | 0      | 0      |       |         |
| II  | 2e nationale  | 0      | 0      |       |         |
| III | 3e nationale  | 11     | 0      |       |         |
| IV  | 4e nationale  | 17     | 1      |       |         |
| V   | 5e nationale  | 0      | 0      |       |         |
|     |               |        |        |       |         |
|     | TOTAUX        | 28     | 1      | 0     | 0       |

- TM Up : test-match pour départager des égalités, ou toutes formes de Barrages ou de Tour final pour une montée éventuelle.
- TM Down : test-match pour départager des égalités, ou toutes formes de Barrages ou de Tour final pour le maintien.

### Classements saison par saison
| Ordre               | Saison  | Nom du club | Niveau                 | Classement final | Remarques          |
| ------------------- | ------- | ----------- | ---------------------- | ---------------- | ------------------ |
| 1                   | 1947-48 | R. Herve FC | Promotion (D3) série B | 8e/16            |                    |
| 2                   | 1948-49 | R. Herve FC | Promotion (D3) série D | 8e/16            |                    |
| 3                   | 1949-50 | R. Herve FC | Promotion (D3) série C | 5e/16            |                    |
| 4                   | 1950-51 | R. Herve FC | Promotion (D3) série C | 6e/16            |                    |
| 5                   | 1951-52 | R. Herve FC | Promotion (D3) série D | 5e/16            |                    |
| 6                   | 1952-53 | R. Herve FC | Division 3 série A     | 12e/16           |                    |
| 7                   | 1953-54 | R. Herve FC | Division 3 série B     | 16e/16           | Relégué!           |
| 8                   | 1954-55 | R. Herve FC | Promotion série D      | 7e/16            |                    |
| 9                   | 1955-56 | R. Herve FC | Promotion série D      | 6e/16            |                    |
| 10                  | 1956-57 | R. Herve FC | Promotion série A      | 12e/16           |                    |
| 11                  | 1957-58 | R. Herve FC | Promotion série C      | 9e/16            |                    |
| 12                  | 1958-59 | R. Herve FC | Promotion série D      | 3e/16            |                    |
| 13                  | 1959-60 | R. Herve FC | Promotion série B      | 11e/16           |                    |
| 14                  | 1960-61 | R. Herve FC | Promotion série B      | 10e/16           |                    |
| 15                  | 1961-62 | R. Herve FC | Promotion série C      | 7e/16            |                    |
| 16                  | 1962-63 | R. Herve FC | Promotion série C      | 7e/16            |                    |
| 17                  | 1963-64 | R. Herve FC | Promotion série C      | 3e/16            |                    |
| 18                  | 1964-65 | R. Herve FC | Promotion série C      | 3e/16            |                    |
| 19                  | 1965-66 | R. Herve FC | Promotion série B      | 4e/16            |                    |
| 20                  | 1966-67 | R. Herve FC | Promotion série A      | 2e/16            |                    |
| 21                  | 1967-68 | R. Herve FC | Promotion série D      | 4e/16            |                    |
| 22                  | 1968-69 | R. Herve FC | Promotion série D      | 3e/16            |                    |
| 23                  | 1969-70 | R. Herve FC | Promotion série D      | 12e/16           |                    |
| 24                  | 1970-71 | R. Herve FC | Promotion série A      | 1er/16           | Champion et promu! |
| 25                  | 1971-72 | R. Herve FC | Division 3 série B     | 11e/16           |                    |
| 26                  | 1972-73 | R. Herve FC | Division 3 série A     | 16e/16           | Relégué!           |
| 27                  | 1973-74 | R. Herve FC | Promotion série B      | 15e/16           | Relégué!           |
| séries provinciales |         |             |                        |                  |                    |
| 28                  | 1982-83 | R. Herve FC | Promotion série C      | 15e/16           | Relégué!           |
| séries provinciales |         |             |                        |                  |                    |

## Anciens joueurs connus
- Jean Mathonet
- André Popeye Piters
- André Denoel